# ボリス・ロマンチェンコ
ボリス・ティモフェーエヴィチ・ロマンチェンコ（ウクライナ語: Борис Тимофійович Романченко、1926年1月20日 - 2022年3月18日）は、ウクライナの社会活動家。「ホロコースト生還者」として知られていたが、2022年に勃発したウクライナ侵攻でロシア軍により殺害された。

## 経歴

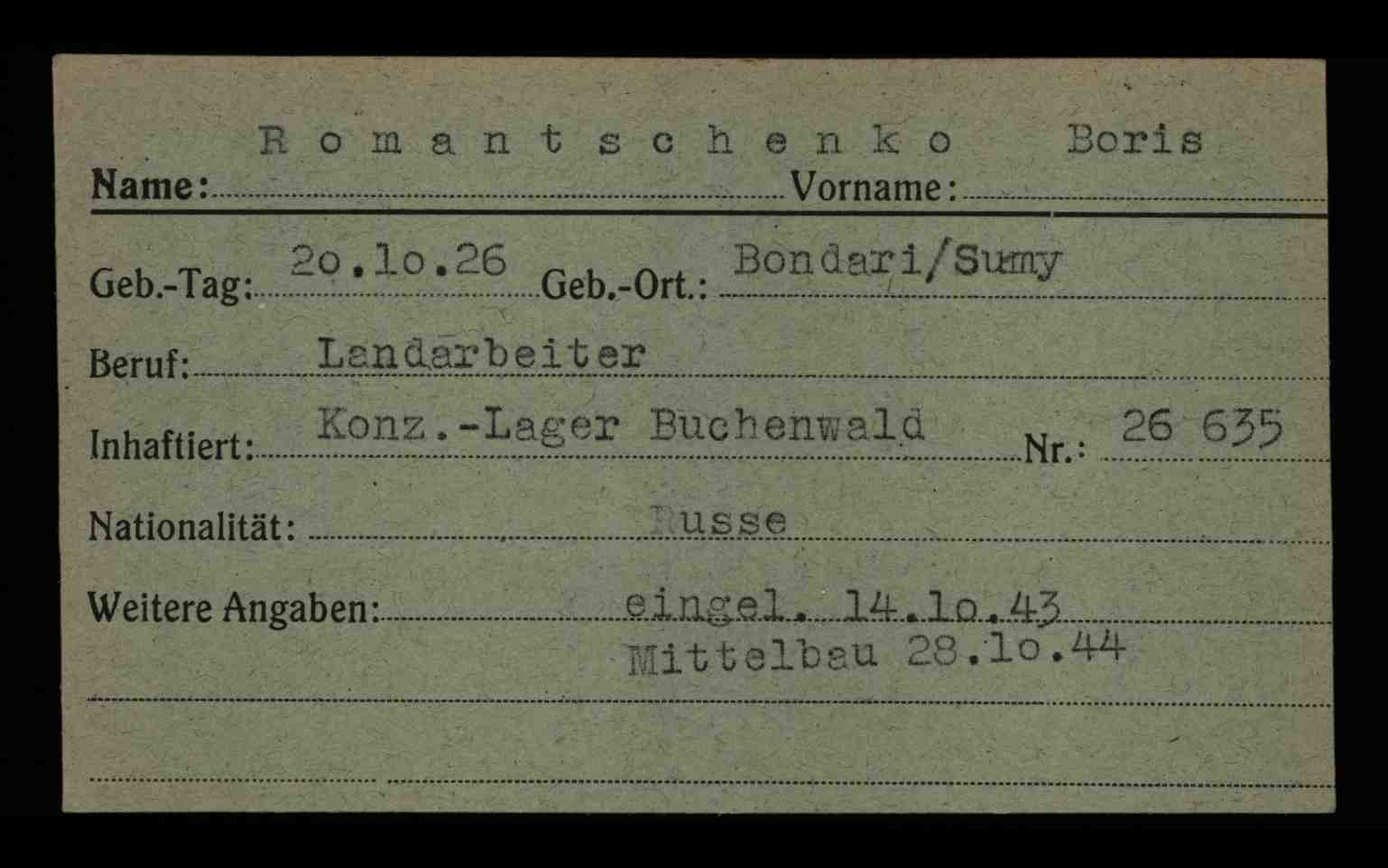
ブーヘンヴァルト強制収容所のボリス・ロマンチェンコの囚人カード

1926年1月20日、スームィ州Бондарに生まれる。ユダヤ人ではなかったが、ナチス・ドイツ占領下の16歳の時にドイツ・ドルトムントに連行され、炭坑で強制労働にあたった。そこから脱走しようとして失敗したためブーヘンヴァルト強制収容所に送還され、ペーネミュンデでV2ロケット製造の作業に従事した。ミッテルバウ＝ドーラ強制収容所に移送されたのを経て、最終的にベルゲン・ベルゼン強制収容所で終戦を迎えて解放された。帰国後はハルキウで勉学に戻った。
戦後はホロコーストの記憶を伝える社会活動を行い、ブーヘンヴァルト強制収容所やドーラ強制収容所の元囚人から成る国際委員会の副会長を務めるなどした。2015年4月12日にはブーヘンヴァルト強制収容所跡地での集会においてロシア語で「私たちの理想は平和で自由な新しい世界を作ることです （"Наш идеал — построить новый мир мира и свободы"）」という演説を行っている。

## 死
しかし2022年2月24日、ロシア大統領ウラジーミル・プーチンの命令によりロシア軍がウクライナへ侵攻を開始。その時ロマンチェンコはハルキウ市内のサルティフカで暮らしていたが、3月18日に同地がロシア軍の攻撃を受け、住居を破壊されるとともに命を落とした。96歳だった。
ロマンチェンコの死についてウクライナ外相ドミトロ・クレーバは「言語に絶する犯罪行為だ。ヒトラーを生き延び、プーチンに殺された」とツイッターで述べた。
またウクライナのイェルマーク大統領府長官はプーチンが侵攻の理由に挙げている「ウクライナの非ナチ化」に触れ、「これが彼らのいう『非ナチ化作戦』の実態だ」と述べ、その主張のデタラメさを指弾した。そして「全世界がロシアの残虐さを目の当たりにしている」と非難した。